# Hilgardite
La hilgardite è un minerale.